# Уряд Північної Македонії
Уряд Північної Македонії (мак. Влада на Република Македонија) — вищий орган виконавчої влади Північної Македонії.

## Діяльність
Обирається парламентом більшістю голосів. З 2006 року головою уряду є Нікола Груєвскі.
Відповідно до Конституції Північної Македонії з 1991 року, обов'язками уряду Македонії є:
- визначити політику дотримання законів та інших нормативних правових актів Зборами і відповідати за їх виконання;
- запропонувати законодавство, бюджет та інші закони, прийняті Зборами;
- запропонувати просторовий план Республіки;
- пропонувати рішення з резервів країни і піклуватися про їх виконанням;
- видавати укази та нормативні акти для виконання;
- встановити принципи внутрішньої організації та діяльності міністерств та інших адміністративних органів, управління та контроль за їх роботою;
- давати висновки щодо проєктів законів та інших нормативних правових актів Зборів та інших уповноважених органів;
- ухвалення рішень про визнання держав і урядів;
- встановити дипломатичні та консульські відносини з іншими країнами;
- ухвалювати рішення про відкриття дипломатичних і консульських представництв за кордоном;
- запропонувати призначення послів і посланників Північної Македонії за кордоном і призначати начальників консульських установ;
- запропонувати прокурора;
- призначати і звільняти власників громадських та інших обов'язків, передбачених Конституцією та законом;
- виконувати інші обов'язки, передбачені Конституцією та законом.

## Голова уряду
- Прем'єр-міністр — Еміл Дімітрієв (англ. Emil Dimitriev).
- Віце-прем'єр-міністр — Нікола Попоський (англ. Nikola Poposki).
- Віце-прем'єр-міністр — Нікола Тодоров (англ. Nikola Todorov).
- Віце-прем'єр-міністр з економічних питань — Владимир Песевський (англ. Vladimir Pesevski).
- Віце-прем'єр-міністр з питань європейської інтеграції — Арбер Адемі (англ. Arber Ademi).
- Віце-прем'єр-міністр з імплементації рамкової угоди — Фестім Халілі (англ. Festim Halili).

## Кабінет міністрів
Склад чинного уряду подано станом на 14 жовтня 2016 року.
| Логотип | Міністерство                                                             | Міністр                                                    | Фото | Час на посаді | Час на посаді | Партія | Партія | Вебсайт |
| ------- | ------------------------------------------------------------------------ | ---------------------------------------------------------- | ---- | ------------- | ------------- | ------ | ------ | ------- |
|         | Міністерство внутрішніх справ                                            | Олівер Спасовський (Oliver Spasovski)                      |      |               |               |        |        |         |
|         | Міністерство екології та міського планування                             | Башкім Ахметі (Bashkim Ahmeti)                             |      |               |               |        |        |         |
|         | Міністерство економіки                                                   | Дрітон Кукі (Driton Kuqi)                                  |      |               |               |        |        |         |
|         | Міністерство закордонних справ                                           | Нікола Попоський (Nikola Poposki)                          |      |               |               |        |        |         |
|         | Міністерство інформаційного суспільства                                  | Марта Аровська-Томовська (Marta Arsovska-Tomovska)         |      |               |               |        |        |         |
|         | Міністерство культури                                                    | Елізабета Канческа-Мілевська (Elizabeta Kanceska-Milevska) |      |               |               |        |        |         |
|         | Міністерство місцевого самоврядування                                    | Шухрете Елезі (Shuhrete Elezi)                             |      |               |               |        |        |         |
|         | Міністерство науки і освіти                                              | Піштар Лутфіу (Pishtar Lutfiu)                             |      |               |               |        |        |         |
|         | Міністерство оборони                                                     | Зоран Йолевський (Zoran Jolevski)                          |      |               |               |        |        |         |
|         | Міністерство охорони здоров'я                                            | Нікола Тодоров (Nikola Todorov)                            |      |               |               |        |        |         |
|         | Міністерство праці і соціальної політики                                 | Фросіна Тасевська-Ременський (Frosina Tasevska-Remenski)   |      |               |               |        |        |         |
|         | Міністерство культури сільського та лісового господарства, водних шляхів | Міхаїл Цветков (Mihail Cvetkov)                            |      |               |               |        |        |         |
|         | Міністерство транспорту і зв'язку                                        | Владо Місайловський (Vlado Misajlovski)                    |      |               |               |        |        |         |
|         | Міністерство фінансів                                                    | Кирил Міновський (Kiril Minovski)                          |      |               |               |        |        |         |
|         | Міністерство юстиції                                                     | Валдет Чафері (Valdet Xhaferi)                             |      |               |               |        |        |         |
|         | Міністр без портфеля                                                     | Бейчан Ільяс (Bejcan Iljas)                                |      |               |               |        |        |         |
|         | Міністр без портфеля                                                     | Горан Міцковський (Goran Mickovski)                        |      |               |               |        |        |         |
|         | Міністр без портфеля                                                     | Нечдет Мустафа (Nexhdet Mustafa)                           |      |               |               |        |        |         |
|         | Міністр без портфеля                                                     | Джеррі Наумофф (Jerry Naumoff)                             |      |               |               |        |        |         |
|         | Міністр без портфеля                                                     | Білл Павлевський (Bill Pavleski)                           |      |               |               |        |        |         |
|         | Міністр без портфеля                                                     | Веле Самак (Vele Samak)                                    |      |               |               |        |        |         |
|         | Міністр без портфеля                                                     | Арлінд Зекірі (Arlind Zeqiri)                              |      |               |               |        |        |         |

## Будівля

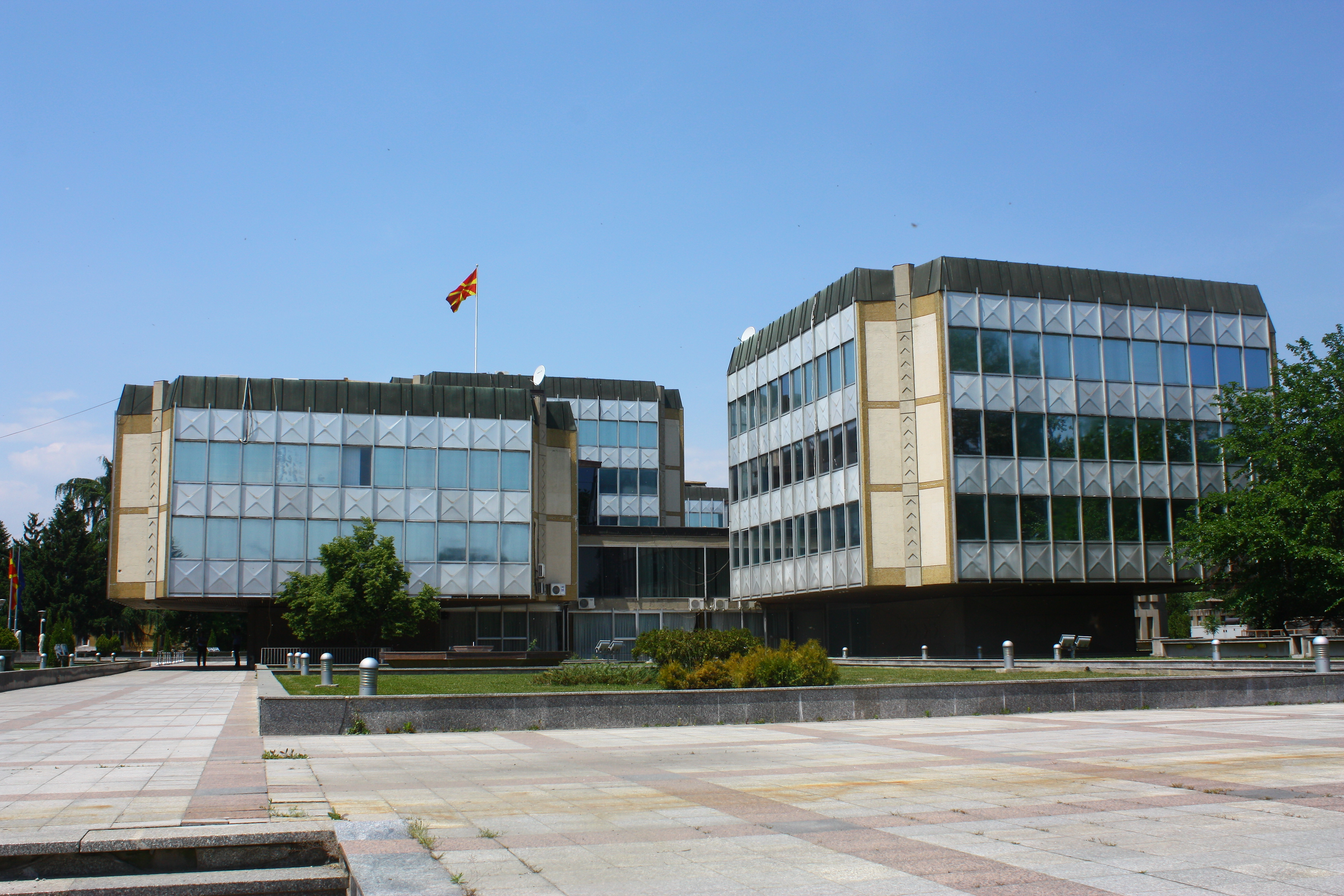
Будівля уряду